# Pilotwings 64
Pilotwings 64 (パイロットウイングス64, Pairottouingusu Rokujūyon) est un jeu vidéo de simulateur de vol développé par Paradigm Entertainment et édité par Nintendo en 1996 sur Nintendo 64.

## Système de jeu
Le joueur dispose de six personnages, trois hommes et trois femmes, pour faire évoluer différents aéronefs dans différentes îles.
Par défaut, trois aéronefs sont proposés : Deltaplane, rocketbelt (ceinture de fusées) et autogire.
Lorsque le joueur obtient la médaille d'or aux trois aéronefs d'un niveau, un niveau bonus apparaît permettant d'utiliser le mode homme-oiseau pour visiter l’île parcourue pendant les épreuves en vol libre. Il y a 4 bonus hommes oiseau, correspondant aux 4 îles du jeu.
Il y a également des épreuves bonus.
Selon les aéronefs, les objectifs des jeux varient :
- Pour les trois aéronefs, il y a des épreuves du type passer au travers d'anneaux ou crever des ballons et dans tous les cas il faut finir la mission dans un laps de temps défini en atterrissant en douceur.
- Le deltaplane doit également prendre des photos de certains éléments de l’île (usine, baleine...).
- Le gyrocoptère doit détruire des cibles à l'aide de missiles.
- le rocketbelt doit atterrir sur des petites plateformes aériennes.

En fin de jeu, le gyrocoptère atterrit sur une piste d'atterrissage, tandis que le rocketbelt et le deltaplane, doivent atterrir le plus au centre d'une cible.

## Commercialisation
Pilotwings 64 sort sur Nintendo 64 en 1996. Il devient disponible aux abonnés du pack additionnel du Nintendo Switch Online sur Nintendo Switch le 13 octobre 2022.

## Accueil
Pilotwings 64 est salué par la critique spécialisée, qui loue notamment les graphismes du titre et les contrôles. Le jeu obtient un score de 80 % sur Metacritic sur la base de 13 critiques.
GameSpot déclare que Pilotwings 64, avec Super Mario 64, permet de rendre le Nintendo 64 une console très attrayante. Il soutient que le jeu offre un gameplay très immersif. IGN déclare que le jeu est une expérience de vol exaltante et le décrit comme étant « un mélange stimulant d'arcade et de simulateur de vol de haute qualité ».
GameSpot loue les graphismes du jeu, déclarant que « le monde de Pilotwings 64 est sublime ». IGN est lui aussi impressionné par le réalisme des graphismes, déclarant que « les montagnes ressemblent à de vraies montagnes. L'océan ressemble à un vrai océan [...], et même le feu a l'air réaliste. »